# Pabouale
Pabouale est une petite ville du Togo située dans la Préfecture de Bassar, dans la région de la Kara

## Géographie
Pabouale est situé à environ 59 km de Kara.

## Vie économique
- Marché paysan tous les jeudis
- Mécanique automobile

## Lieux publics
- École primaire